# Грековка (Самарская область)
Грековка — упразднённая деревня в Алексеевском районе Самарской области. Входила в состав сельского поселения Авангард. Упразднена в 2001 г.

## География
Располагалась на левом берегу реки Съезжая, в 3 км к северо-западу от центра сельского поселения — посёлка Авангард.

## История
По данным на 1986 г. деревня Грековка входила в состав Авангардского сельсовета Алексеевского района Куйбышевской области.

## Население
На 1 января 1986 г. в деревне числилось 15 человек, в основном русские.